# Марсель-Сен-Жюст
Марсе́ль-Сен-Жюст (фр. Marseille-Saint-Just) — кантон во Франции, находится в регионе Прованс — Альпы — Лазурный Берег, департамент Буш-дю-Рон. Входит в состав округа Марсель.
Код INSEE кантона — 1321. В кантон Марсель-Сен-Жюст входит часть коммуны Марсель.
Население кантона на 2008 год составляло 35 341 человек.